# Liste der Baudenkmale in Dömitz
In der Liste der Baudenkmale in Dömitz sind alle Baudenkmale der Stadt Dömitz (Landkreis Ludwigslust-Parchim) und ihrer Ortsteile aufgelistet (Stand: Januar 2021).

## Legende
In den Spalten befinden sich folgende Informationen:
- ID-Nr: Die Nummer wird von den Denkmalämtern der Landkreise vergeben. Wenn sie nicht bekannt ist, bleibt die Spalte leer. In dieser Spalte kann sich zusätzlich das Wort Wikidata befinden, der entsprechende Link führt zu Angaben zu diesem Denkmal bei Wikidata.
- Lage: die Adresse des Denkmales und die geographischen Koordinaten.
Link zu einem Kartenansichtstool, um Koordinaten zu setzen. In der Kartenansicht sind Denkmale ohne Koordinaten mit einem roten bzw. orangen Marker dargestellt und können in der Karte gesetzt werden. Denkmale ohne Bild sind mit einem blauen bzw. roten Marker gekennzeichnet, Denkmale mit Bild mit einem grünen bzw. orangen Marker.
- Bezeichnung: Bezeichnung, so wie sie in den offiziellen Listen der Denkmalämter steht. Ein Link hinter der Bezeichnung führt zum Wikipedia-Artikel über das Denkmal. Wenn die Bezeichnung der Denkmalämter inhaltlich fehlerhaft ist, ist in der Spalte „Beschreibung“ darauf hinzuweisen.
- Beschreibung: Beschreibung des Denkmales
- Bild: ein Bild des Denkmales und gegebenenfalls einen Link zu weiteren Fotos des Denkmals im Medienarchiv Wikimedia Commons

## Dömitz
| ID | Lage                                             | Bezeichnung                                  | Beschreibung | Bild                                         |
| -- | ------------------------------------------------ | -------------------------------------------- | --- | -------------------------------------------- |
|    | Am Heldenhain (an der B 191) (Karte)             | Gefallenendenkmal 1914/18                    | | Gefallenendenkmal 1914/18                    |
|    | Am Wall 1 (Karte)                                | Wohnhaus                                     | |                                              |
|    | Am Wall 6 (Karte)                                | Wohnhaus                                     | |                                              |
|    | Am Wall 9 (Karte)                                | Wohnhaus                                     | 1-gesch. Putzbau der Schifferfamilie Frede; erbaut um 1870 | Wohnhaus                                     |
|    | Am Wall 10 (Karte)                               | Wohnhaus, Stall                              | 1-gesch. Putzbau der Schifferfamilie Frede; erbaut um 1870 | Wohnhaus, Stall                              |
|    | Am Wall 13 (Karte)                               | Wohnhaus                                     | 2-gesch. Fachwerkbau |                                              |
|    | An der Bleiche 4 (Karte)                         | Wohnhaus                                     | | Wohnhaus                                     |
|    | An der Bleiche 5 (Karte)                         | Wohnhaus                                     | | Wohnhaus                                     |
|    | An der Bleiche 6 (Karte)                         | Wohnhaus                                     | | Wohnhaus                                     |
|    | An der Bleiche 7 (Karte)                         | Wohnhaus                                     | | Wohnhaus                                     |
|    | An der Festung 1 (Karte)                         | ehemaliges Wallmeisterhaus                   | | ehemaliges Wallmeisterhaus                   |
|    | An der Festung 3/4 (Karte)                       | Wohnhaus                                     | | Wohnhaus                                     |
|    | B 191                                            | Meilenstein                                  | | Meilenstein                                  |
|    | Elbstraße 1/3 (Karte)                            | Wohnhaus                                     | |                                              |
|    | Elbstraße 2 (Karte)                              | Wohnhaus                                     | 2-gesch. Fachwerkbau mit Walmdach |                                              |
|    | Elbstraße 4 (Karte)                              | Wohn- und Geschäftshaus                      | 2-gesch. Fachwerkbau mit Krüppelwalm |                                              |
|    | Elbstraße 6 (Karte)                              | Wohnhaus                                     | |                                              |
|    | Elbstraße 7 (Karte)                              | Wohnhaus                                     | | Wohnhaus                                     |
|    | Elbstraße 8 (Karte)                              | Wohnhaus                                     | |                                              |
|    | Elbstraße 13 (Karte)                             | Wohnhaus                                     | | Wohnhaus                                     |
|    | Elbstraße 20 (Karte)                             | Wohnhaus                                     | 1-gesch. Bau mit einer detailreichen Tür |                                              |
|    | Elbstraße 21 (Karte)                             | Wohnhaus                                     | 1-gesch. Bau mit einer Maskarone, also Fratzengesicht, als Halbplastik |                                              |
|    | Elbstraße 26 (Karte)                             | Wohnhaus mit Tür und Gartenpavillon          | |                                              |
|    | Elbstraße 28 (Karte)                             | Wohnhaus und Gartenpavillon                  | |                                              |
|    | Elbstraße 30 (Karte)                             | Wohnhaus                                     | 1-gesch. Bau mit einer Maskarone, also Fratzengesicht, als Halbplastik |                                              |
|    | (Karte)                                          | Festungsanlage mit Fritz-Reuter-Gedenkstätte | 1559–1565: Erweiterung der Burg zur fünfeckigen Festung nach Plänen von Francesco a Bornau, Festungstor im Stil der niederländischen Spätrenaissance von 1565; inneres Tor von 1790; 3-gesch. Kommandantenhaus und Ost-Turm aus Backstein vom 14./15. Jh.; Gebäude im Hof sind neuere Bauten; seit 1750 auch Irrenhaus und Gefängnis, Fritz Reuter war hier von 1838 bis 1840 in Haft; Sanierungen von 1861/65; heute Heimatmuseum. | Festungsanlage mit Fritz-Reuter-Gedenkstätte |
|    | Friedrich-Franz-Straße 3 (Karte)                 | Post                                         | |                                              |
|    | Friedrich-Franz-Straße 6 (Karte)                 | Wohnhaus                                     | |                                              |
|    | Fritz-Reuter Straße 20 (Karte)                   | Wohnhaus                                     | 2-gesch. Backsteinbau aus der Gründerzeit mit Mezzaningeschoss, 3-gesch. Giebelrisalit und Walmdach |                                              |
|    | Fritz-Reuter Straße 27 (Karte)                   | Wohnhaus                                     | |                                              |
|    | Fritz-Reuter Straße 29 (Karte)                   | Wohnhaus                                     | |                                              |
|    | Fritz-Reuter Straße 30 (Karte)                   | Wohnhaus                                     | 2-gesch. Fachwerkbau mit Walmdach |                                              |
|    | Goethestraße 4 (Karte)                           | Wohnhaus                                     | |                                              |
|    | Goethestraße 8 (Karte)                           | Wohnhaus                                     | 2-gesch. Fachwerk-Giebelbau mit Satteldach |                                              |
|    | Goethestraße 10 (Karte)                          | Wohnhaus                                     | |                                              |
|    | Goethestraße 15 (Karte)                          | Wohn- und Geschäftshaus                      | 2-gesch. barocker Putzbau mit Utlucht |                                              |
|    | Goethestraße 21 (Karte)                          | Amtsgebäude                                  | |                                              |
|    | Goethestraße 25 (Karte)                          | Gedenktafel für Anna Wolffenstein            | |                                              |
|    | Hafenplatz 1 (Karte)                             | Fachwerkspeicher mit Handkran                | | Fachwerkspeicher mit Handkran                |
|    | Kasernengelände östlich der Altstadt             | jüdischer Gedenkstein                        | |                                              |
|    | Slüterplatz (Karte)                              | Kirche                                       | Neogotische Hallenkirche von 1872 aus Backstein nach Plänen von Oppermann aus Schwerin; 50 Meter hoher Westturm mit achteckigem, spitzem Turmhelm und vier flankierenden Türmchen; eine Glocke von 1664, Innenausstattung von um 1872/73. | Kirche                                       |
|    | Ludwigsluster Straße 2 (Karte)                   | Villa                                        | |                                              |
|    | Marienstraße 1 (Karte)                           | Wohnhaus                                     | |                                              |
|    | Marienstraße 2 (Karte)                           | Wohnhaus                                     | |                                              |
|    | Marienstraße 5 (Karte)                           | Scheune                                      | |                                              |
|    | Marienstraße 10 (Karte)                          | Wohnhaus                                     | |                                              |
|    | Marienstraße 13 (Karte)                          | Wohnhaus                                     | |                                              |
|    | Marienstraße 19 (Karte)                          | Wohnhaus                                     | |                                              |
|    | Pestalozzistraße 12 (Karte)                      | Villa/Wohnhaus                               | |                                              |
|    | Promenade 5 (Karte)                              | Kulturhaus                                   | 2-gesch. ehemaliges Köhn'sches Gesellschaftshaus von 1898 mit Saal und Arkadeneingang |                                              |
|    | Rathausplatz 1 (Karte)                           | Rathaus mit Feuerwehrhaus, Rathausturm       | 2-gesch., 9-achsiger Fachwerkbau von 1820 mit Mansarddach, um 2012 saniert | Rathaus mit Feuerwehrhaus, Rathausturm       |
|    | Rathausplatz 2 (Karte)                           | Wohnhaus                                     | 2-gesch. Fachwerkbau mit Krüppelwalm | Wohnhaus                                     |
|    | Rathausplatz 4 (Karte)                           | Wohnhaus                                     | | Wohnhaus                                     |
|    | Rathausstraße 21                                 | Treppenstufen Sandsteinreliefs 16. Jh.       | |                                              |
|    | Schusterstraße 1 (Karte)                         | Wohnhaus                                     | |                                              |
|    | Schusterstraße 27 (Karte)                        | Wohnhaus                                     | 2-gesch. klassizistischer Backsteinbau |                                              |
|    | Schweriner Straße / Ludwigsluster Straße (Karte) | Schleuse                                     | Früher ab 1572 Kammerschleuse aus Backstein und Sandstein (Steinschleuse); 1722 Umbau zum erhaltenen Schleusenbauwerk, 1821/22 Sanierung; 1831–1837 Neubau der großen Schleuse; 1956 Einbau eines Schöpfwerkes; Sanierung 2001, Rückbau des Schöpfwerkes und Einbau neuer Stemmtorpaare. | Schleuse                                     |
|    | Schweriner Straße 6 (Karte)                      | Wohnhaus                                     | |                                              |
|    | Schweriner Straße 11 (Karte)                     | Wohnhaus                                     | |                                              |
|    | Schweriner Straße 19 (Karte)                     | Wohnhaus                                     | |                                              |
|    | Slüterplatz 1 (Karte)                            | Wohn- und Geschäftshaus                      | |                                              |
|    | Slüterplatz 2 (Karte)                            | Kaufhaus                                     | Dreigeschossiger verklinkerter Bau mit Walmdach von 1926 für Karstadt, 2009 saniert als Kaufhaus Dömitz, 2014 geschlossen. Seit 2022 zentraler Verwaltungssitz des Amtes Dömitz-Malliß. | Kaufhaus                                     |
|    | Slüterplatz 4 (Karte)                            | Wohn- und Geschäftshaus                      | |                                              |
|    | Slüterplatz 6 (Karte)                            | Treppenhaus                                  | |                                              |
|    | Slüterplatz 7 (Karte)                            | Wohnhaus                                     | |                                              |
|    | Slüterplatz 8 (Karte)                            | Pfarrhaus                                    | |                                              |
|    | Slüterplatz 9 (Karte)                            | Pfarrhaus und Wirtschaftsgebäude             | |                                              |
|    | Slüterplatz 10 (Karte)                           | Platzfassade                                 | |                                              |
|    | Torstraße 2 (Karte)                              | Wohnhaus                                     | | Wohnhaus                                     |
|    | Torstraße 3 (Karte)                              | Wohnhaus                                     | |                                              |
|    | Torstraße 4 (Karte)                              | Wohn- und Geschäftshaus                      | |                                              |
|    | Torstraße 12 (Karte)                             | Wohnhaus                                     | |                                              |
|    | Torstraße 15 (Karte)                             | Wohnhaus                                     | | Wohnhaus                                     |
|    | Torstraße 21 (Karte)                             | Wohnhaus                                     | | Wohnhaus                                     |
|    | Torstraße 23 (Karte)                             | Speicher                                     | |                                              |
|    | Torstraße 27 (Karte)                             | Gasthaus                                     | | Gasthaus                                     |
|    | Torstraße 29 (Karte)                             | Wohnhaus mit Speicher                        | | Wohnhaus mit Speicher                        |
|    | Torstraße 31 (Karte)                             | Wohnhaus                                     | |                                              |
|    | Torstraße                                        | ehemaliges Torhaus und Mauer                 | |                                              |
|    | Wallstraße 2 (Karte)                             | Wohn- und Geschäftshaus                      | |                                              |
|    | Wallstraße 7 (Karte)                             | Wohnhaus                                     | |                                              |
|    | Wallstraße 19 (Karte)                            | Wohnhaus                                     | |                                              |
|    | Wallstraße 21 (Karte)                            | Wohnhaus                                     | 2-gesch. verklinkerter Bau |                                              |
|    | Wasserstraße 6 (Karte)                           | Wohnhaus                                     | | Wohnhaus                                     |
|    | Wasserstraße 8 (Karte)                           | Wohnhaus                                     | |                                              |
|    | Wasserstraße 10 (Karte)                          | Wohnhaus                                     | |                                              |
|    | Werderstraße 4a (Karte)                          | alte Turnhalle                               | |                                              |
|    | Werderstraße 13 (Karte)                          | Wohn- und Geschäftshaus                      | | Wohn- und Geschäftshaus                      |
|    | Werderstraße 14 (Karte)                          | Villa                                        | | Villa                                        |
|    | Werderstraße 15 (Karte)                          | Villa                                        | | Villa                                        |
|    | Werderstraße 17 (Karte)                          | Villa                                        | | Villa                                        |
|    | Werderstraße 18 (Karte)                          | Wohnhaus                                     | | Wohnhaus                                     |
|    | Werderstraße 19 (Karte)                          | Villa                                        | 2-gesch. Putzbau mit Zwerchgiebel | Villa                                        |
|    | Werderstraße 20 (Karte)                          | Villa                                        | | Villa                                        |
|    | Werderstraße 21 (Karte)                          | Wohnhaus                                     | | Wohnhaus                                     |
|    | Werderstraße 22 (Karte)                          | ehemaliges Wasser- und Elektrizitätswerk/WH  | 1-gesch. verklinkerter Bau von 1903 mit großem, mittigem Stufengiebel; heute Feuerwehrhaus der Freiwilligen Feuerwehr | ehemaliges Wasser- und Elektrizitätswerk/WH  |
|    | Werderstraße 23/25 (Karte)                       | Villa                                        | | Villa                                        |
|    | Werderstraße 27 (Karte)                          | Villa                                        | | Villa                                        |

## Groß Schmölen
| ID | Lage                    | Bezeichnung | Beschreibung | Bild    |
| -- | ----------------------- | ----------- | ------------ | ------- |
|    | Am Brink 6 (Karte)      | Scheune     |              | Scheune |
|    | Am Brink 10 (Karte)     | Hallenhaus  |              |         |
|    | Mittelstraße 3 (Karte)  | Wohnhaus    |              |         |
|    | Mittelstraße 4a (Karte) | Scheune     |              |         |
|    | Mittelstraße 13 (Karte) | Wohnhaus    |              |         |
|    | Mittelstraße 16 (Karte) | Wohnhaus    |              |         |
|    | Mittelstraße 18 (Karte) | Wohnhaus    |              |         |

## Heidhof
| ID | Lage                        | Bezeichnung             | Beschreibung | Bild                    |
| -- | --------------------------- | ----------------------- | ------------ | ----------------------- |
|    | Friedhof (Karte)            | Soldatengrab H. Raschke |              | Soldatengrab H. Raschke |
|    | Hasenheide 7 (Karte)        | Hallenhaus              |              |                         |
|    | Hasenheide 12 (Karte)       | Hallenhaus              |              |                         |
|    | Rüterberger Str. 12 (Karte) | Hofeingangstür          |              |                         |

## Klein Schmölen
| ID | Lage                       | Bezeichnung | Beschreibung | Bild       |
| -- | -------------------------- | ----------- | ------------ | ---------- |
|    | Dünenstraße 11 (Karte)     | Hallenhaus  |              | Hallenhaus |
|    | Lenzener Straße 1 (Karte)  | Wohnhaus    |              |            |
|    | Lenzener Straße 4 (Karte)  | Wohnhaus    |              |            |
|    | Lenzener Straße 11 (Karte) | Wohnhaus    |              |            |

## Polz
| ID | Lage                     | Bezeichnung                         | Beschreibung | Bild                                |
| -- | ------------------------ | ----------------------------------- | ------------ | ----------------------------------- |
|    | Friedensstraße 8 (Karte) | Hallenhaus                          |              |                                     |
|    | Friedhof (Karte)         | Gefallenendenkmal 1914/18 - 1939/45 |              | Gefallenendenkmal 1914/18 - 1939/45 |
|    | Im Katen 2 (Karte)       | Hallenhaus                          |              |                                     |
|    | Im Katen 3 (Karte)       | Hallenhaus                          |              |                                     |
|    | Im Katen 4 (Karte)       | Hallenhaus                          |              |                                     |
|    | Im Katen 8 (Karte)       | Hallenhaus                          |              |                                     |

## Rüterberg Dorfrepublik
| ID | Lage                      | Bezeichnung                         | Beschreibung | Bild                     |
| -- | ------------------------- | ----------------------------------- | ------------ | ------------------------ |
|    | Ringstraße 1 (Karte)      | Hallenhaus, Stallgebäude und Remise |              |                          |
|    | Friedhof (Karte)          | Soldatengräber                      |              |                          |
|    | Friedhofsstraße 7 (Karte) | Bauernhaus                          |              |                          |
|    | (Karte)                   | Grenzgedenkstätte                   |              | Grenzgedenkstätte        |
|    | Friedhofsstraße 8 (Karte) | ehemaliger Grenzwachturm            |              | ehemaliger Grenzwachturm |

## Ehemalige Baudenkmale

### Dömitz
| ID | Lage                    | Bezeichnung                                         | Beschreibung | Bild                   |
| -- | ----------------------- | --------------------------------------------------- | --- | ---------------------- |
|    | Elbstraße 12 (Karte)    | ehemaliges Hotel                                    | |                        |
|    | Elbstraße 18 (Karte)    | Wohnhaus                                            | |                        |
|    | Elbstraße 19 (Karte)    | Wohnhaus                                            | |                        |
|    | Kalißer Deich 2 (Karte) | Büdnerei                                            | |                        |
|    | Torstraße 1 (Karte)     | Wohnhaus mit Speicher                               | | Wohnhaus mit Speicher  |
|    | Wallstraße 17 (Karte)   | ehemaliges Amtsgericht                              | Nach Aufhebung des Denkmalschutzes im August 2014 abgerissen | ehemaliges Amtsgericht |
|    | Bahnhofstraße (Karte)   | Bahnhof, Empfangsgebäude, Güterschuppen, 2 Schuppen | 3-gesch. Anlage von um 1880/90 mit zwei seitlichen Flügeln aus Klinker; 2011 und 2012 erhebliche Brandschäden am Empfangsgebäude. Die inzwischen verfallene Ruine wurde mittlerweile aus dem Denkmalschutz entlassen; sie soll 2022 abgerissen werden. | Weitere Bilder         |

### Polz
| ID | Lage                     | Bezeichnung | Beschreibung | Bild |
| -- | ------------------------ | ----------- | ------------ | ---- |
|    | Friedensstraße 7 (Karte) | Hallenhaus  |              |      |